# Байшуйцзян (приток Байлунцзяна)
Байшуйцзя́н (кит. упр. 白水江, буквально: «Река белой воды») — река в Китае, в провинции Ганьсу.

## География
Исток реки находится на границе провинций Ганьсу и Сычуань. Река пересекает с северо-запада на юго-восток край уезда Цзючжайгоу провинции Сычуань, и попадает на территорию уезда Вэньсянь провинции Ганьсу, где впадает в Байлунцзян.